# E-GMP

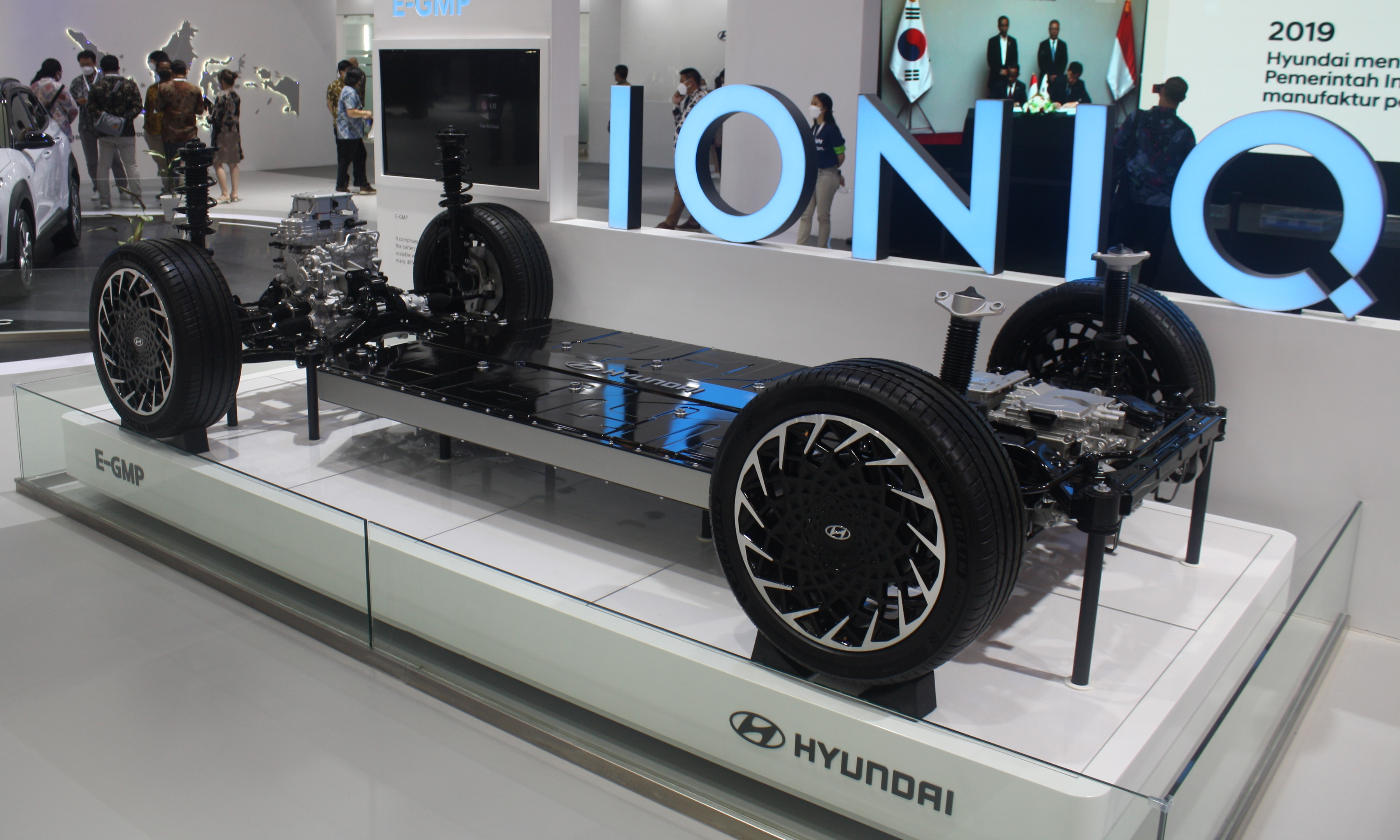

E-GMP(Electric-Global Modular Platform)는 2020년 12월 2일 현대자동차그룹이 공개한 자동차 실내 공간 극대화와 부품 모듈화가 특징인 차세대 전기차 전용 플랫폼이다.

## 설계
배터리, 모터, 차체, 섀시 구조 등 전기차의 특성을 고려해 설계되었다. 차량 전방의 충돌 에너지 흡수구간은 구조물의 변형으로 충격을 완화하고 대시보드 앞부분인 하중 지지구간은 보강구조로 PE 시스템과 고전압 배터리가 받는 충격을 최소화한다. 실내는 충돌로 인한 변형을 억제하기 위해서 A필라에 하중 분산구조를 적용, 배터리 전방과 주변부에는 핫스탬핑 부재를 보강, 배터리 케이스의 중앙부도 차체에 밀착시켜 충돌 에너지를 분산시키는 구조다.

## 충전
- 1회 충전 시 국내 기준 500km 이상 주행
- 800V 충전 시스템 보유
- 초고속 급속충전기 이용시 18분 이내 80% 충전
- 5분 충전으로 100km 주행
- 400V / 800V 멀티 급속충전 시스템
- 양방향 V2L 기술 적용

## E-GMP.S
E-GMP.S는 전기차 전용 플랫폼 E-GMP의 전동화 기술을 기반으로 탄생한 PBV 전용 플랫폼으로 2025년 2월 27일 기아 EV 데이에서 현대자동차그룹이 공개했다.

### 설계 및 구조
E-GMP.S는 모터, 배터리, 구동계 등을 차체 하단에 배치한 편평한 플랫폼 위에 어퍼바디를 적용하는 구조의 스케이트보드 플랫폼 콘셉트를 도입했으며, 핵심 부품을 표준화한 통합 모듈러 아키텍처 개발 체계를 적용했다. 모터와 인버터, 감속기를 통합한 PE 모듈과 그 외 부품은 최전방으로 집중 배치했으며, 유연한 공간 활용이 가능하도록 풀 플랫 플로어 구조를 적용했고, 배터리 셀을 모듈 없이 곧장 팩 형태로 제작한 셀투팩(Cell to Pack) 시스템을 적용했다. 또한 차급과 활용 목적에 따라 400V~ 800V 시스템까지 확장할 수 있는 고전압 배터리 시스템을 적용했다.
그 외에도 충돌 발생 시의 충격이 한 곳으로 집중되지 않게 만드는 다중 골격 구조와 문제가 발생한 부품만 쉽고 빠르게 정비할 수 있는 시스템별 모듈 구조를 적용했으며, 외장 패널과 후방 차체 골격을 모듈화한 플렉시블 바디 시스템을 도입했다. 효율적인 차량 관리를 돕는 새로운 차량 관제 시스템과 비즈니스 형태에 특화된 PBV 인포테인먼트 시스템도 적용됐다.

## 같이 보기
- 충전
- 배터리
- 내연기관
- 에너지 전달
- 전기차
- PBV
- 현대자동차그룹